# Stegocephaloides auratus
Stegocephaloides auratus är en kräftdjursart som först beskrevs av Georg Ossian Sars 1882.  Stegocephaloides auratus ingår i släktet Stegocephaloides och familjen Stegocephalidae. Arten är reproducerande i Sverige. Inga underarter finns listade i Catalogue of Life.